# Кадетский бульвар
Каде́тский бульвар — улица в городе Пушкине (Пушкинский район Санкт-Петербурга). Проходит от Парковой до Сапёрной улицы. Далее продолжается как улица Ломоносова.

## История
Первоначальное название — Новгоро́дская дорога (Новгоро́дский просек) — появилось в XVIII веке. Оно было связано с тем, что проезд был частью дороги из Санкт-Петербурга в Новгород (ныне Великий Новгород). Существовало также наименование Гуммолоса́рская дорога (Гуммолоса́ровская дорога) — по деревне Гуммолосары, в которую она вела.
1 апреля 1832 года дороге присвоили название Каде́тская улица — по Александровскому малолетнему Александровскому кадетскому корпусу для малолетних, в здании которого ныне располагается пушкинский филиал Военно-морского инженерного института (д. 1), построенном в 1819 году на месте дворца Ланского и перестроенном в 1820—1829 годах архитектором Василием Стасовым.
20 апреля 1918 года улица была переименована в Петрогра́дский бульвар (по Петрограду, прежнему названию Санкт-Петербурга). 4 сентября 1919 года он стал Красноарме́йским бульваром (в честь Красной Армии). 23 апреля 1923 года после очередного переименования он стал бульваром Киквидзе (в честь революционера В. И. Кикви́дзе). Тогда же прежнее название было перенесено на соседнюю Артиллерийскую улицу, ставшую Красноармейской.
7 июля 1993 года проезду вернули историческое название с изменённой статусной частью — Кадетский бульвар.

## Здания и учреждения
На Кадетском бульваре располагается филиал Военно-космической академии.
- Дома № 3/28, 5, 11 — казармы лейб-гвардии Е. И. В. Кирасирского полка[2].
- Дом № 7 — краснокирпичная Кирасирская церковь, 1899 год.
- Дом № 8 — городская баня, построена в 1939-м году по проекту архитектора В. И. Яковлева[2][3].
- Дома № 16, 20 — дома Я. В. Пальгунова, 1840[2].

## Перекрёстки
- Парковая улица
- улица Красной Звезды
- Захаржевская улица
- Артиллерийская улица
- Прямой переулок
- Сапёрная улица / улица Ломоносова